# Montipora explanata
Montipora explanata is een rifkoralensoort uit de familie van de Acroporidae. De wetenschappelijke naam van de soort is voor het eerst geldig gepubliceerd door Friedrich Brüggemann.